# Nevenka Košutić Brozović
Nevenka Košutić Brozović (Zagreb, 13. siječnja 1929. − Zagreb, 2. listopada 2013.) je hrvatska povjesničarka književnosti, ugledna komparatistica, dugogodišnja profesorica svjetske književnosti na Filozofskom fakultetu u Zadru.

## Životopis
Rodila se je 1929. u Zagrebu. Iz poznate je obitelji: teta joj je bila hrvatska književnica Sida Košutić, sestra političara Augusta Košutića. Nevenka Košutić je polazila njemačku osnovnu školu u Zagrebu, zbog čega je njemački jezik u ranoj mladosti dobro svladala, a poslije i niz inih jezika. U rodnom Zagrebu maturirala je u Klasičnoj gimnaziji 1947. godine. Na Filozofskom fakultetu u Zagrebu diplomirala je 1953. južnoslavenske jezike i
književnosti te francuski jezik i književnost. Apsolvirala je engleski jezik i književnost. Doktorirala je 1965. godine na matičnom fakultetu obranom dizertacije "Francuske književne pobude u časopisima hrvatske moderne".
Bila je zaposlenica Nacionalne i sveučilišne knjižnice u Zagrebu od 1953. do 1956. godine. Radila je kao knjižničarka. Kad je položila stručne ispite i završila JAZU-ove tečaje iz latinske i slavenske paleografije, radila je u NSK na rizničnom odjelu rukopisa.
Najviše je proučavala književnost hrvatske moderne s komparativnog aspekta. Proučavateljica je hrvatskoga književnog prevođenja u čemu je veliki autoritet u hrvatskoj znanosti. Istraživačica je rada hrvatskih književnih povjesničara. U znanstvenoj se literaturi pojavila u časopisu Krugovima 1954. godine gdje je pisala o pjesništvu Antuna Gustava Matoša i Baudelairea.
Ostvarila je i uzoran nastavnički rad. Gotovo je cijeli radni staž provela na Filozofskom fakultetu u Zadru, od 1956. do 1995. godine. Predavala je svjetsku književnost. Desetak godina predavala je teoriju književnosti.
U početku je bila asistentica pri katedri za francuski jezik i književnost, potom asistentica za svjetsku književnost na katedri za jugoslavenske književnosti. 1970-ih je neko vrijeme vodila katedru za komparativnu književnost te poslije još nekoliko stručnih komparatističkih kolegija.
Organizirala je fakultetsku knjižnicu u Zadru. Predavala je knjižničarstvo na Pedagoškoj akademiji. Skoro po pravilu redovno pohađala je sa suprugom Daliborom Brozovićem seminare slavenskih jezika: polonistike, bohemistike, slovacistike, bulgaristike i makedonistike.
Sa suprugom Daliborom Brozovićem dobila je troje djece: Ladu (1957. – 2008.), Dunju (1960.) i Hrvoja (1965.).